# Municipio de Purísima del Rincón
El municipio de Purísima del Rincón es uno de los 46 municipios que conforman el estado de Guanajuato, en México. Cuenta con una población total de 83,842. habitantes según el conteo del INEGI en el año 2020.
Su cabecera municipal es la ciudad de Purísima de Bustos, bautizada en honor a Hermenegildo Bustos, más conocido como el milagro pictórico del siglo XIX.
Sus límites son: al noreste, con el municipio de León, al oeste con el Municipio De San Diego de Alejandría del estado de Jalisco, al sur con Manuel Doblado y al este con San Francisco del Rincón.
El municipio, junto con San Francisco del Rincón, León y Silao, conforma la Zona Metropolitana de León ZML, con una población de 1,791,869 habitantes, y la número 6 entre las zonas metropolitanas más grandes de México en términos poblacionales.
Purísima del Rincón se comunica por el Ecobulevard con la ciudad de León, y forma parte del corredor industrial que inicia en los límites con el estado de Jalisco, y termina en Celaya, en los límites con el estado de Querétaro.

## Escudo municipal
El escudo del municipio está dividido en tres partes. En la parte superior izquierda aparece un árbol de la lima, que representa el lugar donde se estableció el primer asentamiento de pobladores llamado Mil azahares en lo que hoy es la ciudad de Purísima de Bustos; en la parte superior derecha está la imagen de San Juan Bautista, que recuerda al asentamiento como san Juan del bosque fundaro en 1603, figura religiosa muy venerada en el municipio; en la parte inferior se encuentra la imagen de la Purísima Concepción, reina y santa patrona del municipio. La leyenda en latín Honor et Virtud labor, que en castellano significa “El trabajo es honor y virtud”, es el lema de Purísima del Rincón. La fecha que se aprecia en la parte inferior del escudo es la que corresponde a la fundación de la población de San Juan del Bosque, actual Purísima de Bustos.

## Historia
Purísima del Rincón es una ciudad con una Historia que data desde principios del siglo XVII.

### San Juan del Bosque
Purísima del Rincón empezó siendo una aldea de labriegos, hortelanos, indios y pastores fundada el 1 de enero de 1603 con el nombre de San Juan del Bosque, y después se unieron a ella los indígenas otomíés procedentes del estado de Michoacán en satisfacción de la cédula expedida por el virrey Don Martín Enrríquez de Almanza unos años antes de su fallecimiento.
Este fue el primer asentamiento humano elegido por nuestros ancestros que con una gran visión escogieron para habitarlo y heredar a futuras generaciones un lugar lleno de privilegios, uno de ellos la abundancia del agua que brotaba por el norte en las acequias, en los veneros y que corría por las calles alimentando las huertas existentes hasta el sur de la ciudad, huertas que suministraban las verduras y frutas que alimentaban a nuestros antepasados y sus familias con sus plantas de limas y limones, granadas chirimoyas, guayabas, naranjas agrias y naranjas dulces: por esta razón se la llegó a llamar La ciudad de mil azahares, al poniente de la ciudad abrigada por el que llamaban "Cerro Grande" y que era propiedad de la Presidencia municipal el cerro, con toda clase de fauna y flora: ahí corrían venados en manadas que eran cazados por los habitantes para alimentarse, y grandes rebaños de borregos y de chivas eran llevados allí para pastar.

### De Nuestra Señora de la Limpia Concepción
Tras 46 años de insistencia por parte de los indios para conseguir su acta de fundación, por fin el 21 de abril de 1649 fue confirmada su fundación con el nombre de Nuestra Señora de la Limpia Concepción.
Con la asistencia de Don García Sarmiento de Potomayor, conde de Salvatierra y virrey XIX, Marcos de Torres y Rueda, obispo de la ciudad de Mérida y virrey XX, Diego de Coria y Pesalta, alcalde mayor de la villa de León en 21 de abril de 1649, Jerónimo de Páramo Aguilar, alcalde de esta jurisdicción, Francisco Hurtado Pérez, Femente de alcalde mayor, Andrés mayor beneficiado de este partido, Francisco Miguel mayordomo de la capilla.
Fundadores:
Francisco Miguel,
Diego Pablo,
Diego Martín,
Francisco Martín,
Bartolomé Juan,
Martín Thomas,
Felipe Martín,
Lucas Baptista,
Martín Baptista,
Matheo Baptista.
Juan Baptista,
Miguel de Joya,
Gabriel Martín,
Gabriel de Moya,
Cristóbal Martín.
Testigos:
Marcos Villalba,
Francisco Hurtado Jiménez,
Pedro Velasco Aguilar.

### Purísima del Rincón
Años después en 1834, devino simplemente a Purísima del Rincón.

### Purísima de Bustos o Purísima del Rincón
Y por último desde 1952, en honor a Hermenegildo Bustos dejamos de ser “Del Rincón" para apellidarnos orgullosamente de “De Bustos". Con motivo de inmortalizar los personajes ilustres de la ciudad.
Y en el año de 1979 se elevó una solicitud al H Congreso del Estado a fin de que la Legislatura del propio estado apruebe el cambio de nombre que ocupaba la ciudad de Purísima de Bustos desde 1952 al nombre que anteriormente tenía “Purísima del Rincón". Para evitar confusiones de que la cabecera y el municipio tengan el mismo nombre se le cambió el nombre a la cabecera municipal por el de Purísima de Bustos y al municipio como Purísima del Rincón, Gto.
Así que actualmente el municipio es Purísima del Rincón y la ciudad cabecera es Purísima de Bustos.

## Demografía

### Localidades
En el censo de 2020 el municipio de Purísima del Rincón contaba con 115 localidades.
| Código INEGI      | Localidad          | Población (2020) |
| ----------------- | ------------------ | ---------------- |
| 110250001         | Purísima de Bustos | 52 257           |
| 110250155         | Monte Grande       | 3 099            |
| 110250034         | San Bernardo       | 2 508            |
| 110250026         | Potrerillos        | 2 159            |
| 110250031         | San Ángel          | 1 629            |
| 110250039         | El Tecolote        | 1 549            |
| 110250006         | Cañada de Negros   | 1 337            |
| 110250112         | La Pradera         | 1 286            |
| 110250043         | El Toro            | 1 136            |
| 110250007         | Cañada de Soto     | 1 104            |
| 110250014         | Dolores            | 1 067            |
| Otras localidades | Otras localidades  | 14 711           |
| Total municipal   | Total municipal    | 83 842           |

## Gobierno y política
Purísima del Rincón es uno de los  46 Municipios Libres pertenecientes al Estado de Guanajuato, cuya Constitución Política establece que:
"ARTÍCULO 106. El Municipio Libre, base de la división territorial del Estado y de su organización política y administrativa, es una Institución de carácter público, constituida por una comunidad de personas, establecida en un territorio delimitado, con personalidad jurídica y patrimonio propio, autónomo en su Gobierno Interior y libre en la administración de su Hacienda."
"ARTÍCULO 107. Los Municipios serán gobernados por un Ayuntamiento. La competencia de los Ayuntamientos se ejercerá en forma exclusiva y no habrá ninguna autoridad intermedia entre los Ayuntamientos y el Gobierno del Estado."
| Nombre                      | Periodo   | Partido |
| --------------------------- | --------- | ------- |
| Alberto Padilla Saldaña     | 1950-1951 |         |
| Juan José Muños Gómez       | 1952-1954 |         |
| Juan Guzmán Cruz            | 1953      |         |
| Rafael Magallanes Ríos      | 1955      |         |
| José Guadalupe Gómez        | 1956-1957 |         |
| José Refugio Espinoza       | 1958      |         |
| Florentino Verdín           | 1959-1960 |         |
| Mariano Lara Gómez          | 1961-1963 |         |
| Juan Barajas Cervantes      | 1964-1966 |         |
| Raúl Rosales                | 1967      |         |
| Máximo Alcalá               | 1968-1969 |         |
| Emiliano Melchor Alba       | 1970-1972 |         |
| Antonio Becerra             | 1973      |         |
| Alfredo Guzmán Guzmán       | 1977-1979 |         |
| Antonio Villalpando Ramírez | 1980-1982 |         |
| Jesús Flores Alcalá         | 1983-1985 |         |
| Emero Jiménez Gutiérrez     | 1986-1988 |         |
| Guillermo Domínguez Ramírez | 1989-1991 | PRI     |
| Jesús Flores Alcalá         | 1992-1994 | PRI     |
| Francisco Arenas Ramírez    | 1995-1997 | PRI     |
| David Padilla Jiménez       | 1998-2000 | PAN     |
| Miguel Márquez Márquez      | 2000-2003 | PAN     |
| Jaime López López           | 2003-2006 | PRI     |
| José Juventino López Ayala  | 2006-2009 | PAN     |
| Abraham Collazo Dimas       | 2009-2012 | PAN     |
| Tomas Torres Montañés       | 2012-2015 | PAN-PNA |
| José Juventino López Ayala  | 2015-2018 | PAN     |
| Marco Antonio Padilla Gómez | 2018-2021 | PAN     |
| Roberto García Urbano       | 2021-2024 | PAN     |
| Roberto García Urbano       | 2024-2027 | PAN     |

## Geografía

### Ubicación
El municipio de Purísima del Rincón está ubicado en la zona oeste del estado de Guanajuato, entre las coordenadas 101°51′5″ de longitud oeste del meridiano de Greenwich y a los 20°52′2″ y 21°3′ de latitud norte. Tiene una extensión territorial de 288.44 kilómetros cuadrados, equivalentes al 0.95 % del total de la superficie estatal. Su altitud promedio asciende a 1750 metros sobre el nivel del mar.

### Topografía
La mayoría del terreno del municipio está compuesto por una gran variedad de suelos como son el vertisol phélico, el pheozem hálpico, el planasol eútrico y el litosol con pheozem hálpico de textura fina y media, con pendientes hasta del 20%.
La mayor parte del territorio es utilizada para el sector agropecuario, ya que suma un 95.62 % del total. El porcentaje de suelo usado para la agricultura (63.82%), siendo menor en la actividad ganadera (31.80%).
En el aspecto orográfico, el municipio está constituido por una franja accidentada en forma de media luna que abarca el norte, oeste y suroeste del mismo, denominada Sierra de la Comanja. La Sierra de Comanja se encuentra dentro de una gran parte del municipio. Las alturas más importantes son: Mesa El Palenque, Mesa La Cañada, y Cerro El Fuerte. Se calcula como altura media de estas elevaciones 2000 metros sobre el nivel del mar.
Las principales elevaciones son la mesa del Palenque, con 2000 metros sobre el nivel del mar; la mesa de la Cañada, con 2,050, además de otros cerros y mesetas de menor elevación. Se estima que el 25% de la superficie municipal corresponde a zonas formadas por cerros y laderas con fuertes pendientes, localizadas al este del municipio; el 25% son áreas semiplanas que se ubican en las partes altas de dichos cerros y el otro 50% de la superficie es plana y por lo general se localiza al este del municipio.

### Clima
El clima es semicálido subhúmedo con lluvias en verano.
Los meses más lluviosos son julio, agosto y septiembre y los más secos enero y febrero.
En general la temperatura promedio oscila entre los 18 y 25 °C. Los vientos dominantes tienen dirección suroeste.

## Economía
El municipio de Purísima del Rincón cuenta con una PEA (Población Económicamente Activa) de 15 mil 876 personas de las cuales 99.4% es ocupada y el resto es PEA desocupada. También podemos mencionar a la población económicamente inactiva que es de 14 mil 138 personas que representa el 46.35% de la población del municipio en edad de trabajar. De la PEI 17.7% son estudiantes y 54.8% están dedicados a las actividades del hogar.

### Agricultura
La actividad agrícola es la más importante del municipio. Predominan los cultivos de sorgo y maíz, papa, y en menor escala, trigo y alfalfa y algunas frutales como el membrillo y el nogal.
En el año agrícola 1999-00 la superficie sembrada fue de 15 mil 344 has., de las cuales 13 mil 502 has fueron cosechadas y éstas dieron una producción de $162.1 millones de pesos de los cuales 97.7% provienen de cultivos de riego.

### Ganadería
En lo que corresponde a la ganadería, para el año de 2000 la mayor participación estatal que algún tipo de ganado alcanzó fue en el ganado bovino, aves y porcino.

### Industria
Cuenta con tenerías, fábricas de suela, de sombreros y de calzado en general. La industria del calzado en la ciudad debe su crecimiento a la visión de Don José López Mojica, el iniciador de esta industria en la región.

### Comercio
La infraestructura comercial del municipio está vinculada a las vías de comunicación regional para atender las demandas locales de consumo. La cabecera municipal absorbe el mayor número de establecimientos comerciales
Y las colonias.
La organización de esta actividad está comprendida en las empresas familiares, dado que los volúmenes de compra y de inversión no son muy altos.

## Fundación del Santuario del Señor de la Columna

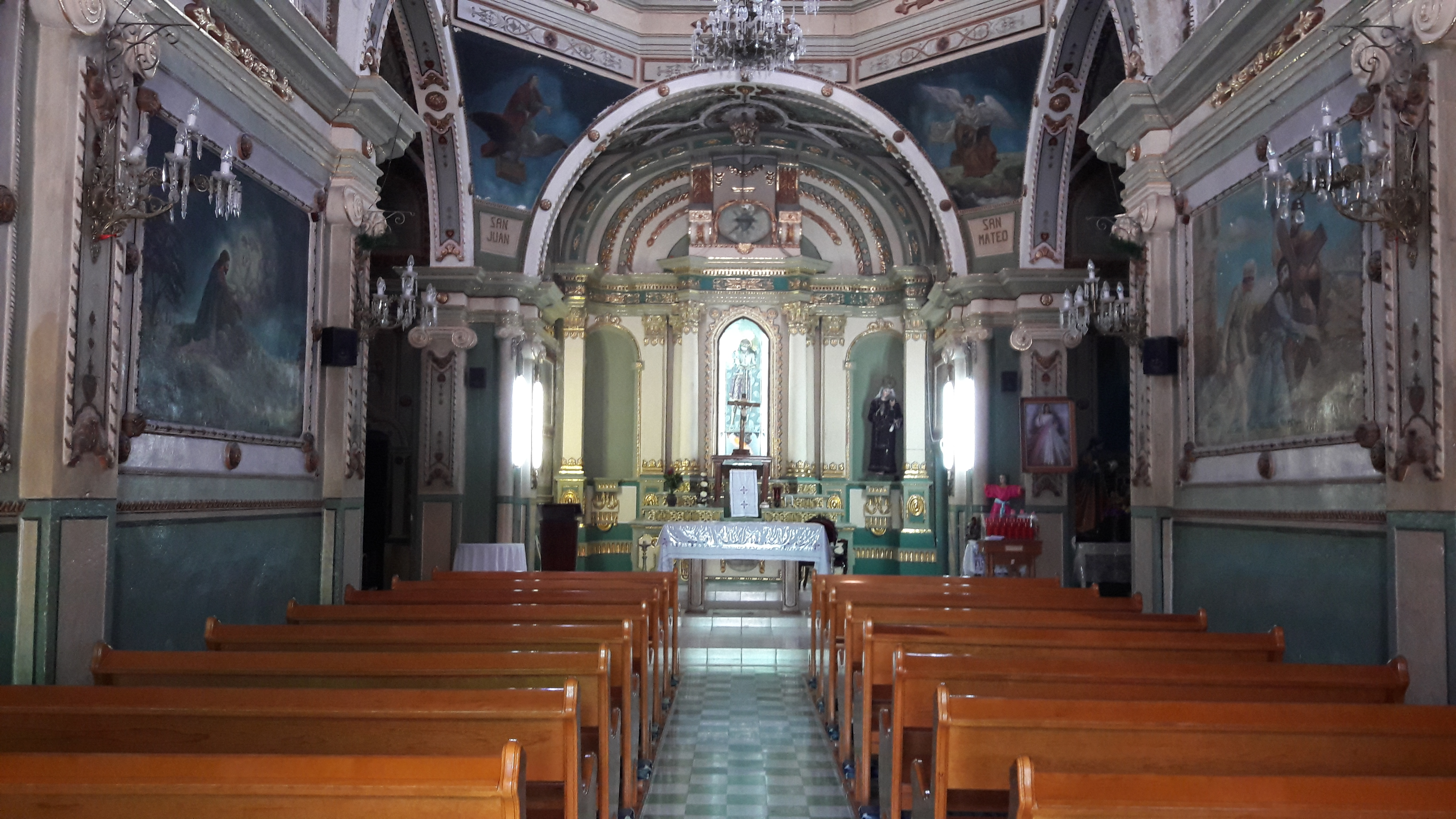
Interior del santuario del Señor de la Columna.

El Señor de la Columna es una imagen que se venera en el santuario del mismo nombre en la ciudad de Purísima de Bustos, desde el 20 de octubre de 1863 hasta la fecha. Dicha imagen es visitada por numerosos peregrinos en agradecimiento a un milagro concedido.
La construcción del santuario se inició el 22 de noviembre de 1855 fecha en la que se pusieron los cimientos: la obra empezó gracias al esfuerzo del Sr. Pbro. Ygnacio Martínez. Los trabajos se interrumpieron en septiembre de 1857 debido a los acontecimientos políticos: en enero de 1858 continuaron, volviendo a quedar interrumpidos en febrero del mismo año. Se reanudaron en enero de 1859 y concluyeron el 20 de octubre de 1863, fecha en que el templo quedó terminado y fue dedicado al Señor de la Columna. El mismo Ignacio Martínez realizó la primera celebración religiosa por inauguración junto con 21 sacerdotes y el predicador de dichos pueblos, el Sr Cura el Dr Frai Vicente Garsidueñas, siendo así como Ygnacio Martínez se convirtió en el capellán de este santuario. Es por eso que en la actualidad celebramos el día 20 y 21 de octubre en la ciudad de Purísima de Bustos.

## Tradiciones

### Festividades

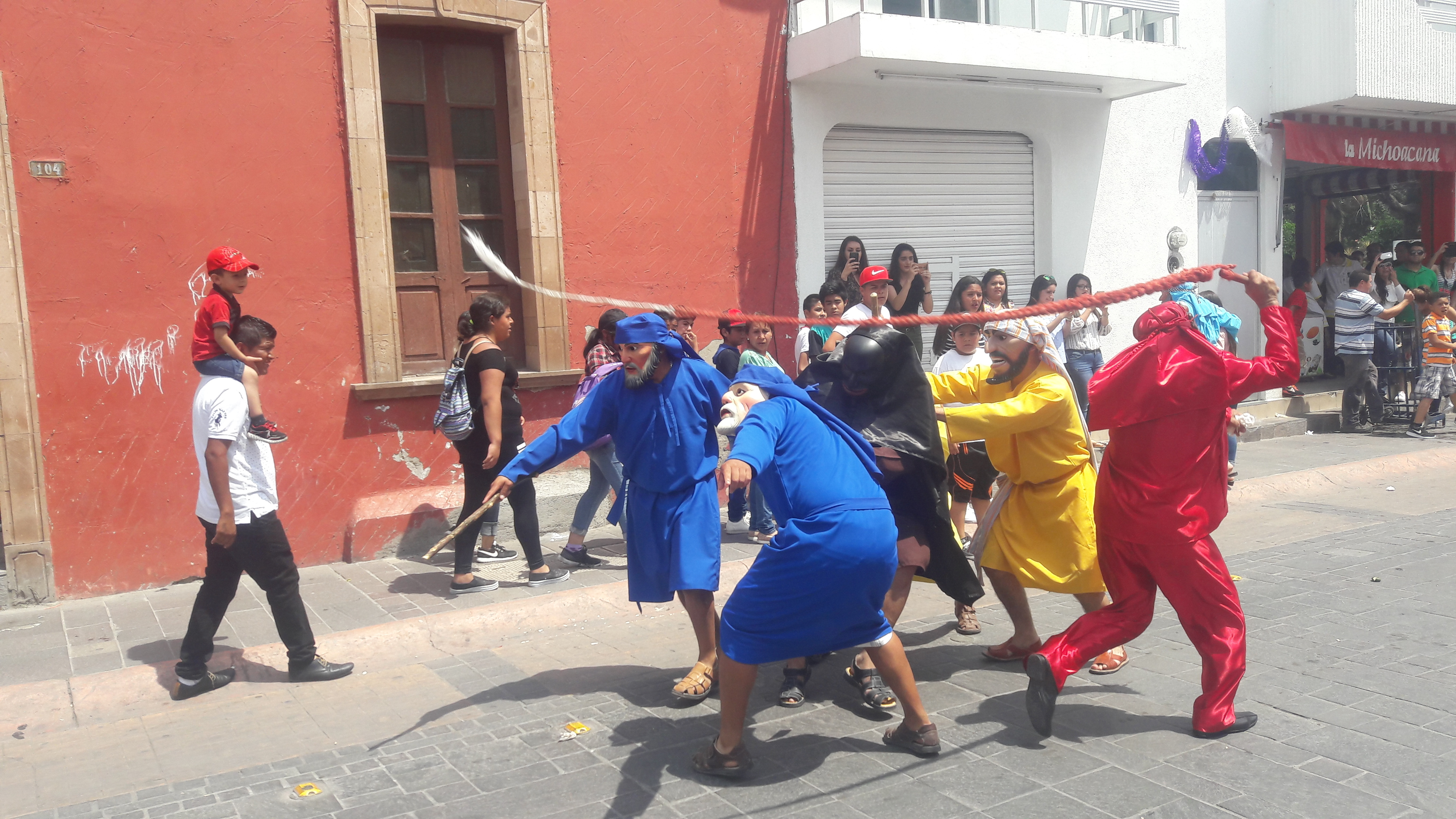
La Judea.

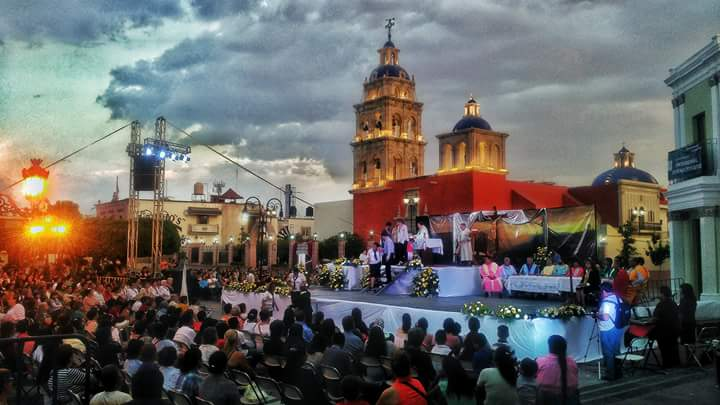
Semana Santa.

20 de octubre: Fiesta en honor al Señor de la Columna La Fiesta de la ciudad. Además de esta, destacan las siguientes: Uno de enero, celebración de la fundación de la ciudad; Durante la Semana Santa se celebra la fiesta por excelencia de la ciudad la judea. la judea es una obra de teatro popular que anualmente la visitan más de 25 mil visitantes el 3 de mayor, fiesta de la Santa Cruz; durante el mes de junio (día variable) se llevaban a cabo los tablados del Jueves Santo; del 11 al 22 de octubre, se presenta la Feria Regional en la que se realizan actos culturales, populares y deportivos; durante el mes de diciembre se llevan a cabo las "Iluminaciones", que son fiestas de carácter religioso.
Que consiste en que la imagen peregrina de nuestra señora de la purísima concepción visite una casa de la ciudad el 8 de diciembre, festividad en honor de la Inmaculada Purísima Concepción, reina del municipio: imagen religiosa de la que se tomó la primera parte del nombre del municipio y de la ciudad cabecera.

### Fundación del Santuario del Señor de la Columna
El Señor de la Columna es una imagen que se venera en el santuario del mismo nombre en la ciudad de Purísima de Bustos, inaugurado el 20 de octubre de 1863, hasta la fecha.
La fundación del santuario se inició el 22 de noviembre de 1855, fecha en la que se pusieron los cimientos gracias al esfuerzo de Sr. Pbro. Ygnacio Martínez. Pero luego se interrumpieron en septiembre de 1857 debido a acontecimientos políticos, no siendo hasta enero de 1858 que se reanudaron: volvieron a quedar interrumpidos en febrero de ese mismo año con motivo de la revolución mexicana; posteriormente prosiguieron en enero de 1859, concluyendo el 20 de octubre de 1863, fecha en que el santuario quedó terminado y fue dedicado al Señor de la Columna por el mismo Sr Pbro Ygnacio Martínez, el cual realizó la primera celebración religiosa por inauguración junto con 21 sacerdotes y el predicador de dichos pueblos, el Sr Cura el Dr Frai Vicente Garsidueñas, siendo así como el Ygnacio Martínez se convirtió en capellán del santuario. Es por eso que en la actualidad se celebra el día 20 y 21 de octubre en la ciudad de Purísima de Bustos.

### Semana Santa
En Semana Santa se celebran las Festividad de la Judea (que son personas disfrazadas con máscaras de madera "colorín), que duran tres días, en los que se persigue supuestamente a Judas (un señor con una máscara blanca en el primer día). En la noche, Judas vende a Jesús y se apagan todas las luces del centro de la ciudad para prender antorchas y llevar a Jesús arrestado al templo del Señor de la Columna.
En los siguientes dos días, Judas trae una máscara negra de pecador y las personas vestidas con máscaras y con faldas lo persiguen por toda la ciudad, y, el viernes, lo atrapan hacia las 5 de la tarde. Judas se esconde por donde puede y, al final, cuando lo atrapan, lo ahorcan en el jardín principal frente a más de 28.000 personas turistas y purisimenses. Después lo llevan entre todos cargando hasta la casa de la cultura a la vuelta de ahí.

### Artesanías
En diferentes localidades del municipio se realizan trabajos artesanales; en Guanguitiro, se elaboran cobijas de lana rústicas; en Corral de Piedra hay talleres de alfarería; en Magallanes se realizan trabajos de deshilado; en el rancho El Tlacuache hay artesanos que trabajan la piedra china o roca de potrero y elaboran con ella molcajetes y metates.

## Sitios de interés

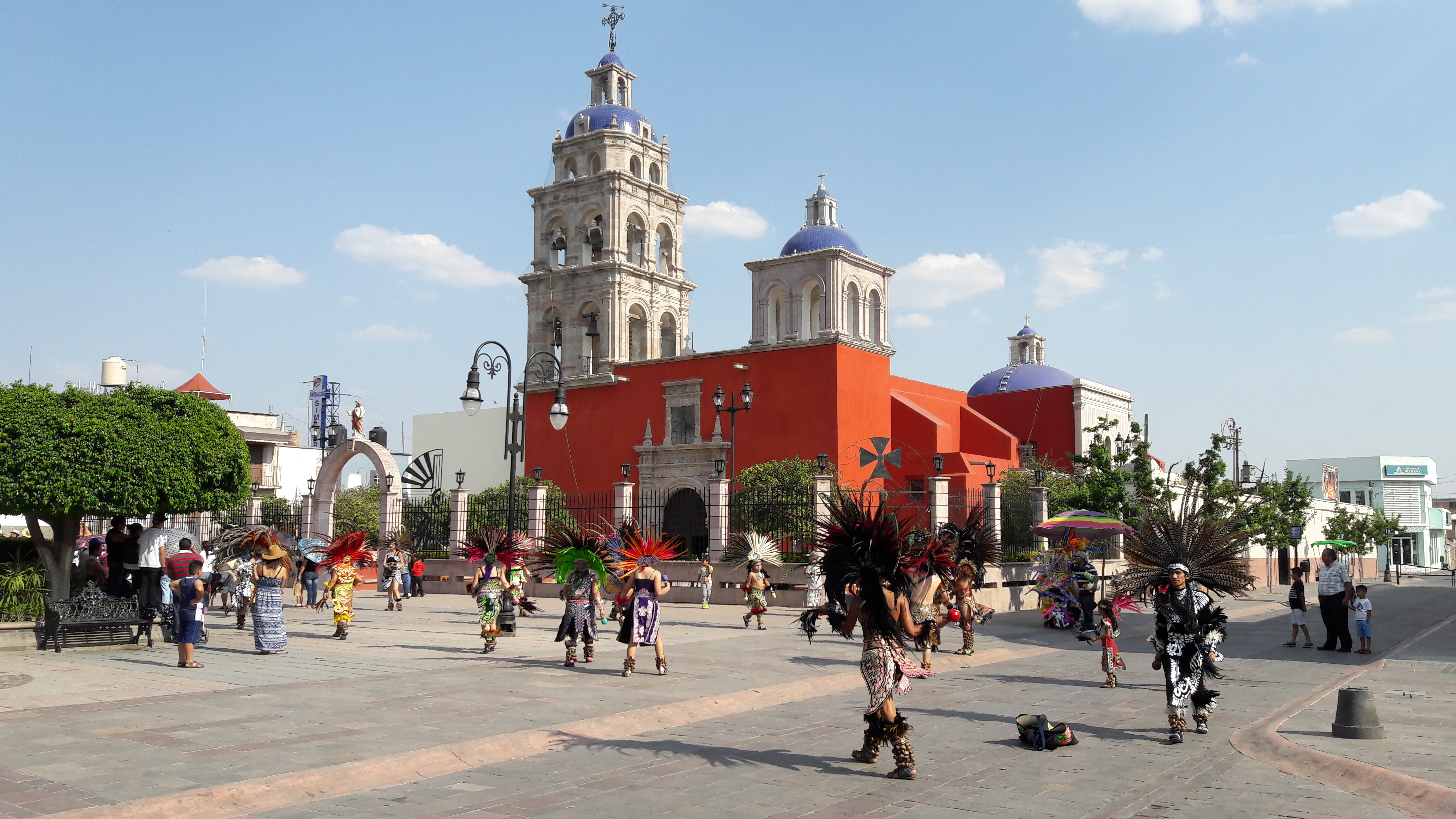
Parroquia de la Purísima Concepción.

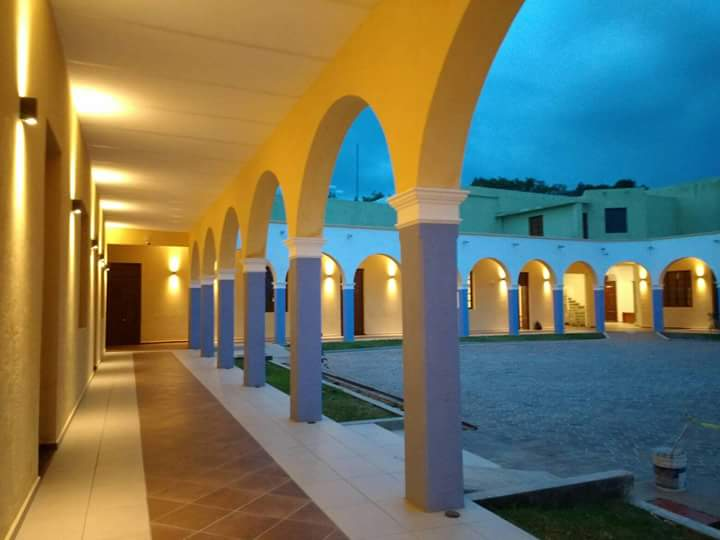
Museo Hermenegildo Bustos.

Purísima del Rincón a pesar de ser una ciudad pequeña cuenta con múltiples lugares de interés entre los que destacan:
Zona Centro: se ubica en la cabecera municipal y destacan su bellísimo Jardín Principal, la parroquia de Purísima del Rincón la Presidencia Municipal, el museo de Hermenegildo Bustos en el centro Histórico de la ciudad, el museo de la máscara y la Casa de la Cultura y varias construcciones que datan de la época del porfiriato e incluso anteriores en buen estado de conservación.
Parque de los Mil Azahares: cercano a la Carretera Manuel Doblado- Purísima, cuenta con varias áreas verdes, caminos vehiculares y palapas para convivios. Es una opción muy popular para los días de descanso.
Parque Alameda: se ubica en el Centro de la ciudad, en él se encuentran varios árboles de eucalipto, cuenta con varios caminos peatonales, mesas y es muy visitado por la población de Purísima, especialmente los fines de semana y los días de fiesta.
Jalpa de Cánovas: es una pequeña comunidad ubicada en la carretera Purísima- Manuel Doblado que cuenta con varios atractivos como la antigua Hacienda, un Templo de inspiración gótica, construcciones vernáculas antiguas en buen estado y una presa frecuentemente visitada. El santuario de la Virgen de Guadalupe, el molino viejo, las bodegas de la hacienda, la presa vieja y la presa de Santa Efigenia. Actualmente la comunidad de Jalpa de Cánovas fue nombrado pueblo mágico dentro de este programa de la secretaría de turismo se une y convierte en el 5.º pueblo con este título dentro del estado de Guanajuato, en él se han llevado a cabo festivales de música, observaciones astronómicas y vuelos en globo, sus tradicionales fiestas en octubre al Señor de la Misericordia, las celebraciones de Semana Santa y los coquitos los Jueves y Viernes Santo.
Cañada de Negros: otra comunidad ubicada en la carretera a Manuel Doblado cuyos atractivos son su Hotel, la antigua Hacienda y las múltiples construcciones antiguas que forman un paisaje pintoresco y colorido de la comunidad.
Balnearios: a lo largo del Municipio hay varios cuerpos de agua naturales que han sido aprovechados para la construcción de balnearios. Estos balnearios son visitados por gente de toda la región y son muy populares en Semana Santa.

## Personas destacadas
- Matraka Traka, Drag queen, finalista de la primera temporada de Drag Race México.
- Miguel Márquez Márquez, gobernador de Guanajuato (2012-2018)
- Hermenegildo Bustos Hernández, (1832-1907) Pintor.
- Manuel G. Aranda Valdivia, (1869-1956) Político, miembro del Congreso Constituyente de 1917.
- Fortino López Robles, (1899-1973) Educador.

## Ciudades hermanas
- Abasolo (Guanajuato), Guanajuato.[10][11]